# 韦昶 (晋朝)
韦昶（4世纪？—410年代？），字文休，一作文林，京兆郡杜陵县（今陕西省西安市长安区）人，东晋官员。

## 生平
韦昶是韦诞哥哥凉州刺史韦康的玄孙，官至颍川郡太守、散骑常侍。韦昶擅长书写古文、大篆和草书，字形极古拙，就好像人返朴归真保持淳朴的本质，又好像木头让冰冻而枝条硬挺，他的笔锋奇异遒劲。东晋太元年间，晋孝武帝司马曜改建宫室以及宗庙的各个门，想让王献之用隶书草书题写匾额，王献之坚决推辞，晋孝武帝就让刘瑰用八分书题写，后来又让韦昶改用大篆题写。有人问韦昶：“王羲之父子的书法，您认为怎么样？”韦昶回答说：“二王自以为书法可以，我不知道他们那些字是不是真正的书法作品。”韦昶还会制做一种绝妙好笔，王献之得到他制做的笔后，惊叹地认为是绝世之作。义熙末年，韦昶去世，虚龄七十多岁。